# Lizzo
Melissa Viviane Jefferson, connue sous le pseudonyme de Lizzo, née le 27 avril 1988 à Détroit, est une chanteuse, flûtiste, parolière et rappeuse américaine. Elle milite pour les droits des personnes en surpoids et de la communauté LGBT.

## Biographie

### Jeunesse
Lizzo est née à Détroit, dans le Michigan. À l'âge de 10 ans, sa famille s'installe à Houston, au Texas. Dès son enfance, elle joue de la flûte traversière et du cornet à pistons ; elle aime interpréter Jean-Baptiste Arban, Francis Poulenc ou encore Claude Debussy. Elle envisage un temps de devenir concertiste classique. Elle commence aussi, adolescente, à pratiquer le rap. À l'âge de 14 ans, elle forme avec ses meilleures amies un groupe appelé Cornrow Clique,. Elle déménage à Minneapolis, au Minnesota, en 2011.

### Carrière
Elle est membre fondateur de plusieurs groupes de hip-hop underground (The Chalice, Grrrl Prty, The Clerb, etc.) avant de poursuivre une carrière en solo. Son premier album Lizzobangers sort en 2013,.
Son deuxième, Big Grrrl Small World, sorti en 2015, suscite l'intérêt du producteur Ricky Reed, qui l'aide à travailler sa voix et lui obtient un contrat d'enregistrement avec Atlantic Records. Peu après, en 2016, elle publie son premier EP, Coconut Oil, avec un autre label. Le 19 avril 2019, sort son troisième album studio intitulé Cuz I Love You, il est très bien accueilli par la critique,, il obtient le prix de la meilleure performance pop solo aux Grammy Awards. Elle est nommée pour huit autres récompenses lors de cette cérémonie, sa carrière est lancée.
Le 3 septembre 2019, son single Truth Hurts se classe numéro 1 du Billboard Hot 100 près de deux ans après sa sortie. C'est le premier single solo d'une chanteuse noire à atteindre cette place depuis Diamond de Rihanna sorti en 2012[réf. souhaitée]. Le semaine suivante, son album Cuz I Love You, précédemment cité, est certifié par la RIAA disque d'or (équivalent à plus de 500 000 ventes). Le 7 septembre, cet album atteint la quatrième place du Billboard 200. Le même jour, son single Juice parvient à la 82e place du Hot 100. Une semaine plus tard, son EP Coconut oil est 55e du Billboard 200 et son single Good As Hell est 41e du Billboard Hot 100. Truth Hurts est également certifié par la RIAA cinq fois disque de platine (5 millions de ventes). Il est actuellement le single de rap qui est resté le plus longtemps — quatre semaines — en tête du Hot 100, l'ancien record, trois semaines, était détenu par Bodak Yellow de Cardi B. La chanson figure parmi les « 500 plus grandes chansons de tous les temps » selon le magazine musical américain Rolling Stone, se classant en 497e position.
Le 25 octobre 2019, elle sort un remix de Good as Hell avec la participation d'Ariana Grande.
Après deux ans d’absence, le 13 août 2021, elle met en ligne, sur sa chaîne YouTube, le clip Rumors avec la participation de Cardi B.
En février 2023, elle remporte son premier Grammy dans les catégories générale avec le Grammy Award de l'enregistrement de l'année pour About Damn Time.

### Accusations de discrimination et de harcèlement
Le 1er août 2023, une plainte est visée contre elle par trois de ses danseuses, rejoint dans l’affaire par six autres témoins l’accusant de harcèlement sexuel, de discrimination religieuse et raciale, de validisme, d'agression, de séquestration, de créer un environnement de travail hostile, et de se moquer de l'apparence physique,,. À la suite de ces accusations, une ancienne directrice artistique et une ancienne danseuse apportent leur soutien aux trois plaignantes, témoignant avoir vécu des expériences similaires en travaillant avec Lizzo.
La réalisatrice Sophia Nahli Allison publie une déclaration de soutien aux danseuses. La réalisatrice a voyagé avec Lizzo en 2019 pour son documentaire, mais a renoncé au projet. Elle avait déclaré qu'elle avait été « témoin de son arrogance, de son égocentrisme et de son manque de gentillesse », et que ces récits lui ont fait réaliser « à quel point la situation était dangereuse ».
Lizzo nie les accusations portées contre elle, les qualifiant d'« invraisemblables ». Elle les estime « trop scandaleuses pour ne pas être abordées ».
Le 21 septembre 2023, une autre plainte similaire est déposée contre Lizzo et son équipe de direction, invoquant d'autres comportements inappropriés en coulisses, notamment le harcèlement sexuel et racial, la discrimination fondée sur le handicap, l'agression, l'usage de drogues et la menace illégale de rupture de contrat à des fins de représailles. La plaignante, la créatrice de vêtements Asha Daniels, avait déjà travaillé avec Lizzo lors de la tournée de son quatrième album studio, Special. Lizzo a une nouvelle fois nié ces accusations, son porte-parole estimant qu'il s'agit d'un « procès absurde pour faire de la publicité ».
En février 2024, un juge de Los Angeles rejette la demande de Lizzo de mettre fin aux poursuites engagées contre elle par les trois danseuses de soutien, bien qu'il rejette certaines accusations, notamment celle selon laquelle Lizzo aurait incité à se moquer de la prise de poids de l'une des anciennes danseuses, et une autre selon laquelle l'équipe de Lizzo aurait fait preuve de discrimination à l'égard d'une personne handicapée. Toutefois, le juge retient certaines allégations de harcèlement sexuel et de discrimination raciale et religieuse formulées à l'encontre de Lizzo et de Shirlene Quigley, maîtresse de ballet de la chanteuse.

### Convictions et vie privée
Très tôt confrontée à un problème d'obésité, Lizzo devient une partisane du body positive et de l'estime de soi, et revendique, dans ses chansons, le droit à la diversité, notamment en ce qui concerne son corps (dans Fitness et Juice), sa sexualité (Boys), et ses origines afro-américaines (dans My Skin par exemple),,. En 2017, Lizzo est l'une des têtes d'affiche du festival lesbien californien, le Dinah Shore. Elle apparaît sur le titre Blame It On Your Love de Charli XCX, sorti le 15 mai 2019.
Lorsqu'elle est interrogée sur son genre et sur sa sexualité, Lizzo déclare : « Quand on en vient à parler de sexualité ou de genre, personnellement je ne m'en attribue pas une unique. Je ne peux pas me présenter ici maintenant, et vous dire que je ne suis que ça ou ça. C'est pour ça que les couleurs LGBTQ+ sont celles d'un arc-en-ciel ! Parce qu'il y a un spectre et qu'aujourd'hui on essaye de conserver une vision binaire des choses. Ça ne correspond juste pas à ma réalité. ». Lizzo a des fans LGBT et elle les surnomme les « Lizzbians ».
En juin 2019, à l'occasion du cinquantième anniversaire des émeutes de Stonewall, un événement marquant un tournant dans le mouvement des droits des personnes LGBT, Queerty la présente comme une pionnière de Pride50, « qui veille activement à ce que la société continue à progresser vers l'égalité, l'acceptation et la dignité pour toutes les personnes queers ».

## Discographie

### Albums studios
- 2013 : Lizzobangers (Virgin EMI Records)

1. Lizzie Borden
2. W.E.R.K. Pt. II
3. Wat U Mean
4. T-Baby
5. Be Still
6. Faded
7. Hot Dish
8. Luv It
9. Batches & Cookies (Featuring Sophia Eris)
10. Pants vs. Dress
11. Go
12. Bloodiness
13. Bus Passes and Happy Meals
14. Paris

- 2015 : Big Grrrl Small World (BGSW)

1. Ain't I
2. Betcha
3. Ride
4. Humanize
5. Bother Me
6. B.G.S.W.
7. The Fade
8. 1 Deep
9. The Realest
10. En Love
11. My Skin
12. Jang a Lang

- 2019 : Cuz I Love You (Nice Life Recording / WEA)

1. Cuz I Love You
2. Like a Girl
3. Juice
4. Soulmate
5. Jerome
6. Crybaby
7. Tempo (Featuring Missy Elliott)
8. Exactly How I Feel (Featuring Gucci Mane)
9. Better in Color
10. Heaven Help Me
11. Lingerie

- 2022 : Special (Nice Life Recording / WEA)

1. The Sign
2. About Damn Time
3. Grrrls
4. 2 Be Loved (Am I Ready)
5. I Love You Bitch
6. Special
7. Break Up Twice
8. Everybody’s Gay
9. Naked
10. Birthday Girl
11. If You Love Me
12. Coldplay

- 2025 : Love in Real Life (Atlantic / Nice Life)

1. Everything Was So Much Simpler
2. Love in Real Life
3. Still Bad

### EPs
- 2015 : Grrrl Prty X Bionik (BGSW)

1. GRRRL Anthem
2. Pushin' On The Pedal
3. Poppin'
4. Clank Clank
5. Can I Live feat. Velvet Negroni

- 2016 : Coconut Oil (Nice Life/ Atlantic)

1. Worship
2. Phone
3. Scuse Me
4. Deep
5. Good as Hell
6. Coconut Oil

- 2022 : You’re Special, Love Lizzo (Warner)

1. Special
2. 2 Be Loved (Am I Ready)
3. About Damn Time
4. The Sign
5. Grrrls
6. I Love You Bitch

### Mixtapes
- 2025 : My Face Hurts from Smiling (Nice Life/ Atlantic Records)

1. Crashout
2. Yitty on Yo Tittys (Freestyle)
3. Just 4 fun
4. Gotcho Bitch
5. Still Cant Fuh (featuring Doja Cat)
6. New Mistakes
7. Bend It Ova
8. Leftright
9. Droppin On It
10. Summa Shit
11. IRL (featuring SZA)
12. Cut Em Off
13. Ditto

## Filmographie

### Télévision
Séries télévisées
- 2022 : Cool Attitude, encore plus cool (The Proud Family: Louder and Prouder) : elle-même (voix - saison 1, épisode 5)
- 2023 : The Mandalorian : La Duchesse (saison 3, épisode 6)
- 2023 : Les Simpson : Goobie-Woo/ elle-même (voix - saison 34, épisode 22)

Emissions de télévision
- 2020 : The Eric Andre Show (1 épisode)
- 2022 : Lizzo : Live in Concert (productrice exécutive)
- 2022 : Love, Lizzo (productrice exécutive)
- 2022 : Lizzo et ses Big Grrrls (productrice exécutive)

### Cinéma
Longs métrages
- 2019 : Queens (Hustlers) de Lorene Scafaria : Liz
- 2023 : UglyDolls de Kelly Asbury : Lydia (voix)